# Ringsegård
Ringsegård est une localité de Suède située dans la commune de Falkenberg du comté de Halland. Elle couvre une superficie de 0,5 km2. En 2010, elle compte 446 habitants.